# Анте Будимир
Анте Будимир (Зеница, 22. јул 1991) је хрватски фудбалер који тренутно наступа за Осасуна. Игра на позицији нападача.

## Успеси
Осасуна
- Куп Шпаније: (финале: 2022/23)[5]

 Хрватска
- Светско првенство у фудбалу:  2022.[6]